# Spoilertijger
Spoilertijger (Nephrotoma guestfalica) is een tweevleugelige uit de familie langpootmuggen (Tipulidae). De soort komt voor in het Palearctisch gebied.

## Kenmerken
Hij heeft de volgende kenmerken:
- De vlekken op bovenkant achterlijf zijn naar voren toe het breedst
- De voorkant van de tergieten met opvallend lichte zijvlekken
- Het uiteinde van achterlijf donker gekleurd maar genitaliën weer lichter